# Associazione Calcio Pavia 2007-2008
Questa voce raccoglie le informazioni riguardanti l'Associazione Calcio Pavia nelle competizioni ufficiali della stagione 2007-2008.

## Stagione
Nella stagione 2007-2008 il Pavia retrocesso disputa il girone A del campionato di Serie C2, con 42 punti ottiene il 14º posto, al termine della stagione regolare disputa il Play.out contro il Calcio Caravaggio, lo vince mantenendo la categoria, che dalla prossima stagione cambia nome, in Seconda Divisione, il quarto livello del calcio nazionale. A Pavia dopo la retrocessione si procede ad un profondo rinnovamento, due gli arrivi da rimarcare, il 36enne Benny Carbone che viene a Pavia a chiudere una lunga e brillante carriera, ed un ragazzino, preso dal Bellaria, Emanuele Giaccherini che con 10 reti è il miglior marcatore stagionale pavese. Pregevoli anche le 9 reti di Omar Torri arrivato dall'Albinoleffe nel mercato invernale. L'allenatore scelto è Alessandro Madocci, ma dopo i soli 5 punti raccolti, nelle prime 7 giornate, si cambia timoniere, al suo posto arriva il 39enne Amedeo Mangone, sotto la sua guida gli azzurri risalgono la classifica, concludendo l'andata con 18 punti e tre squadre alle spalle. A fine aprile, dopo il (3-3) di Ivrea e otto partite di fila senza sconfitte con 42 punti in cascina, la salvezza sembra blindata, ma non è così, perché il finale è ancora negativo, per salvarsi deve quindi affidarsi al Play-out per evitare l'amarezza di una seconda retrocessione, questa volta nei dilettanti. Una unica rete di Giaccherini basta per piegare la resistenza del Calcio Caravaggio, nel doppio confronto, e mantenere la nuova Lega Pro Seconda Divisione. Discreto il percorso pavese nella Coppa Italia di Serie C, dopo aver vinto il girone C di qualificazione, nei sedicesimi il Pavia supera la Pro Patria, negli ottavi supera la Cremonese, mentre esce dal torneo nei quarti, perdendo contro il Bassano.

## Rosa
| N. |                   | Ruolo | Calciatore              |
| -- | ----------------- | ----- | ----------------------- |
|    | Italia (bandiera) | D     | Mauro Belotti           |
|    | Italia (bandiera) | C     | Manuel Bonacina         |
|    | Italia (bandiera) | P     | Giorgio Cantele         |
|    | Italia (bandiera) | D     | Antonio Aldo Caracciolo |
|    | Italia (bandiera) | A     | Benito Carbone          |
|    | Italia (bandiera) | C     | Davide Convertino       |
|    | Italia (bandiera) | D     | Andrea D'Agostino       |
|    | Italia (bandiera) | A     | Massimo De Martin       |
|    | Italia (bandiera) | D     | Mattia De Stefano       |
|    | Italia (bandiera) | A     | Ivan De Vincenziis      |
|    | Italia (bandiera) | D     | Nicola Donato           |
|    | Italia (bandiera) | C     | Alessandro Fogacci      |

| N. |                   | Ruolo | Calciatore              |
| -- | ----------------- | ----- | ----------------------- |
|    | Italia (bandiera) | A     | Emanuele Giaccherini    |
|    | Italia (bandiera) | P     | Gaetano Lucenti         |
|    | Italia (bandiera) | C     | Matteo Mandorlini       |
|    | Italia (bandiera) | A     | Marco Petresini         |
|    | Italia (bandiera) | A     | Stefano Pietribiasi     |
|    | Italia (bandiera) | C     | Alfonso Selleri         |
|    | Italia (bandiera) | C     | Adolfo Daniele Speranza |
|    | Italia (bandiera) | C     | Alessandro Stefanini    |
|    | Italia (bandiera) | D     | Stefano Todeschini      |
|    | Italia (bandiera) | C     | Giuseppe Ticli          |
|    | Italia (bandiera) | A     | Omar Torri              |
|    | Italia (bandiera) | C     | Michele Valentini       |

## Risultati

### Campionato

#### Girone di andata
| Arbitro: | Bergher (Rovigo) |

|            |           |                                      |
| Selleri 9’ | Marcatori | 20’ Gambino 39’ Pelati 84’ M. Bonomi |

| Arbitro: | Tidona (Torino) |

|                |           |                           |
| M. Scapini 49’ | Marcatori | 11’ Valentini 29’ Selleri |

| Arbitro: | Ostinelli (Como) |

|  |           |                        |
|  | Marcatori | 30’ Pesenti 70’ Parisi |

| Arbitro: | Buonocore (Nichelino) |

|                |           |                          |
| M. Mariani 32’ | Marcatori | 90+3’ (rig.) Giaccherini |

| Arbitro: | Vanoli (Novara) |

|             |           |               |
| Mignani 39’ | Marcatori | 20’ Valentini |

| Arbitro: | D'Agostino (Empoli) |

|  |           |                         |
|  | Marcatori | 39’ Lepore 83’ La Marca |

| Arbitro: | Tramontina (Udine) |

|           |           |  |
| Baldo 80’ | Marcatori |  |

| Arbitro: | Bellutti (Trento) |

|  |           |                          |
|  | Marcatori | 42’ Le Noci 73’ Maiolini |

| Arbitro: | Chericoni (Pisa) |

|                 |           |                                |
| Campolonghi 42’ | Marcatori | 21’ Giaccherini 50’ B. Carbone |

| Pavia 28 ottobre 2007 10ª giornata | Pavia           | 0 – 0 | Südtirol | Stadio Pietro Fortunati\| Arbitro: \| Ballo (Trapani) \| |
| Arbitro:                           | Ballo (Trapani) |       |          |                                                          |

| Arbitro: | Di Francesco (Teramo) |

|                        |           |             |
| Giaccherini 39’ (rig.) | Marcatori | 82’ A. Frau |

| Arbitro: | Doveri (Aprilia) |

|                         |           |                        |
| Oliveira 22’ Cappai 27’ | Marcatori | 20’ (rig.) Giaccherini |

| Arbitro: | Di Paolo (Avezzano) |

|                                              |           |                                    |
| Giaccherini 25’ B. Carbone 28’ De Martin 30’ | Marcatori | 13’ Bordacconi 57’ Peron 80’ Testa |

| Arbitro: | Peretti (Verona) |

|             |           |  |
| Alberti 65’ | Marcatori |  |

| Arbitro: | Branciforte (Nuoro) |

|                                 |           |             |
| Giaccherini 15’ Pietribiasi 89’ | Marcatori | 85’ Bertani |

| Lumezzane 2 dicembre 2007 16ª giornata | Lumezzane                         | 0 – 0 | Pavia | Nuovo Stadio Comunale\| Arbitro: \| Gallo (Barcellona Pozzo di Gotto) \| |
| Arbitro:                               | Gallo (Barcellona Pozzo di Gotto) |       |       |                                                                          |

| Arbitro: | Grazioli (Maniago) |

|                         |           |  |
| B. Carbone 90+1’ (rig.) | Marcatori |  |

#### Girone di ritorno
| Arbitro: | M. Russo (Milano) |

|                      |           |  |
| Spampatti 89’ (rig.) | Marcatori |  |

| Arbitro: | Giallanza (Catania) |

|  |           |                    |
|  | Marcatori | 7’, 17’ M. Scapini |

| Arbitro: | Valentini (Città di Castello) |

|                              |           |                                                          |
| L. Parisi 65’ Fabbrini 90+2’ | Marcatori | 8’ Petresini 40’ Belotti 74’ Giaccherini 76’ Pietribiasi |

| Pavia 20 gennaio 2008 21ª giornata | Pavia                   | 0 – 0 | Pro Vercelli | Stadio Pietro Fortunati\| Arbitro: \| Vallesi (Ascoli Piceno) \| |
| Arbitro:                           | Vallesi (Ascoli Piceno) |       |              |                                                                  |

| Arbitro: | Meli (Parma) |

|               |           |             |
| Valentini 84’ | Marcatori | 79’ Panzeri |

| Arbitro: | Pilato (Bergamo) |

|                   |           |                       |
| Lepore 90’ (rig.) | Marcatori | 43’, 69’ (rig.) Torri |

| Arbitro: | D'Alesio (Forlì) |

|                                               |           |                         |
| Giaccherini 77’ Torri 83’ De Vincenziis 90+4’ | Marcatori | 14’ Dal Bosco 61’ Baido |

| Carpenedolo 24 febbraio 2008 25ª giornata | Carpenedolo               | 0 – 0 | Pavia | Stadio Mundial '82\| Arbitro: \| Pagano (Torre Annunziata) \| |
| Arbitro:                                  | Pagano (Torre Annunziata) |       |       |                                                               |

| Arbitro: | Valentini (Città di Castello) |

|                                                           |           |                           |
| Torri 13’, 36’ (rig.) Giaccherini 74’ De Vincenziis 90+4’ | Marcatori | 26’, 33’, 79’ Campolonghi |

| Arbitro: | Penno (Nichelino) |

|                       |           |                       |
| Veron 13’ Ghidini 64’ | Marcatori | 48’ Belotti 67’ Torri |

| Arbitro: | La Mura (Nocera Inferiore) |

|                       |           |  |
| Porcu 6’ Federici 40’ | Marcatori |  |

| Arbitro: | Citro (Battipaglia) |

|                   |           |  |
| De Vincenziis 77’ | Marcatori |  |

| Arbitro: | Ballo (Trapani) |

|                               |           |                    |
| Bordacconi 19’ V. Palumbo 51’ | Marcatori | 45’, 61’ De Martin |

| Arbitro: | Affinito (Frattamaggiore) |

|                      |           |                  |
| Torri 5’ (rig.), 18’ | Marcatori | 12’ V. Antonelli |

| Arbitro: | Chericoni (Pisa) |

|                                             |           |                                             |
| Bertani 20’ Grancitelli 65’ Bachlechner 75’ | Marcatori | 10’ De Vincenziis 58’ Torri 77’ Giaccherini |

| Arbitro: | Zonno (Bari) |

|                |           |                          |
| B. Carbone 39’ | Marcatori | 22’ Pinamonte 35’ Maccan |

| Arbitro: | Baracani (Firenze) |

|                                       |           |  |
| Andreini 9’ Ragnoli 31’ Facchetti 55’ | Marcatori |  |

### Play-out
| Arbitro: | Pecorelli (Arezzo) |

|  |           |                 |
|  | Marcatori | 45’ Giaccherini |

| Pavia 25 maggio 2008 Ritorno | Pavia                 | 0 – 0 | Calcio Caravaggese | Stadio Pietro Fortunati\| Arbitro: \| Paparezzo (Catanzaro) \| |
| Arbitro:                     | Paparezzo (Catanzaro) |       |                    |                                                                |